# Unincorporated territory
Een unincorporated territory (een niet-geïncorporeerd gebied) is een term die in de Verenigde Staten wordt gebruikt voor een gebied dat wel door de VS wordt beheerd, maar dat geen integraal onderdeel van de VS is.
De volgende gebieden zijn unincorporated territory's:
- Amerikaanse Maagdeneilanden
- Guam
- Noordelijke Marianen
- Puerto Rico
- Amerikaans-Samoa
- Kleine afgelegen eilanden van de Verenigde Staten, behalve Palmyra (incorporated territory)

Er wonen ongeveer vier miljoen mensen, voornamelijk in Puerto Rico.
Ook Bajo Nuevo en Serranilla worden door de VS opgeëist als unincorporated territory's, maar deze gebieden worden bestuurd door Colombia.

## Historische gebieden
Voor historische geïncorporeerd gebieden zie: Georganiseerde territoria van de Verenigde Staten